# 1-я дивизия (Франция)
1-я дивизия (фр. 1re division (1re DIV)) — тактическое соединение сухопутных войск Франции. Дивизия была сформирована в годы Второй мировой войны под названием 1-я бронетанковая дивизия (1re division blindée (1re DB).
В 1946 году дивизия была расформирована. Затем воссоздана в 1948. В 1999 году дивизия была ликвидирована в рамках профессионализации армии. При этом 1-я механизированная бригада (1re brigade mécanisée (1re BM)) унаследовала традиции 1-й бронетанковой дивизии. В свою очередь 1-я мехбр была переформирована в 1-ю дивизию 21 июля 2015 года. В 2016 году 1-я дивизия была создана вновь в рамках реформ по реорганизации армии и стала частью «Сил скорпиона», представляющих собой ударное ядро французских сухопутных войск.

## История
1 июля 2016 года дивизия была сформирована заново в Безансоне. Дивизия стала включать три бригады, а также подразделения франко-немецкой бригады и вместе с 3-й дивизией входит в «Сил скорпиона».

## Состав

### 2016 год
1-я дивизия подчиняется Главному штабу сухопутных войск (commandement des forces terrestres (CFT)). Его численность составляет около 25 000 чел. Её состав:
Дивизия находится в составе «Сил скорпиона», представляющих собой ударное ядро сухопутных войск Франции.

### Отдельные подразделения
- 1-й артиллерийский полк (1er régiment d’artillerie (1er RA)), Буронь, регион Бургундия — Франш-Конте, оснащение M270 MLRS
- 19-й инженерный полк (19e régiment du génie (19e RG)), Безансон, регион Бургундия — Франш-Конте
- 132-й кинологический батальон (132e bataillon cynophile de l’armée de terre (132e BCAT)), Сюипп, регион Гранд-Эст

### Бригады
- 7-я бронетанковая бригада (7e brigade blindée (7e BB)), Безансон, регион Бургундия — Франш-Конте
  - 1-й шассёрский полк (1er régiment de chasseurs (1er RCh)) в Тьервиль-сюр-Маасе, оснащён танками Leclerc[3]
  - 5-й драгунский полк (5e régiment de dragons (5eRD)), оснащён Leclerc, VBCI, VBL, VAB génie[3]
  - 35-й пехотный полк (35e régiment d’infanterie (35e RI)) в Бельфоре, оснащён VBCI[3]
  - 152-й пехотный полк (152e régiment d’infanterie (152e RI)) в Кольмаре, оснащён VBCI[3]
  - 1-й тиральерский полк (1er régiment de tirailleurs (1er RTir)) в Эпинале, оснащён VBCI[3]
  - 68-й африканский артиллерийский полк (68e régiment d’artillerie d’Afrique (68e RAA)) в Вальбоне, оснащён CAESAR[3]
  - 3-й инженерный полк (3e régiment génie (3e RG)) в Шарлевиль-Мезьере, оснащён VAB génie[3]
  - Разведывательная батарея (d’une batterie de renseignement de brigade (BRB 7)) в Бурони[3]
  - Начальный учебный центр (d’un centre de formation initiale des militaires du rang (CFIM)) в Вердене[3]
  - Рота связи (d’une compagnie de commandement et de transmissions (7e CCT)) в Безансоне[3]
- 9-я бронекавалерийская бригада марин (9e brigade d’infanterie de marine (9e BIMa)), Пуатье, регион Новая Аквитания
  - 1-й бронекавалерийский полк марин (1er régiment d’infanterie de marine (1er RIMA)), Ангулем, регион Новая Аквитания, оснащение: AMX-10RC
  - Бронекавалерийский полк марин (Régiment d’infanterie chars de marine (RICM)), Пуатье, регион Новая Аквитания, оснащение: AMX-10RC
  - 2-й пехотный полк марин (2e régiment d’infanterie de marine (2e RIMA)), Овур, регион Земли Луары, оснащение: VBCI
  - 3-й пехотный полк марин (3e régiment d’infanterie de marine (3e RIMA)), Ван, регион Бретань, оснащение: VAB
  - 126-й пехотный полк (126e régiment d’infanterie (126e RI)), Брив-ла-Гайард, регион Новая Аквитания, оснащение: VAB
  - 11-й артиллерийский полк марин (11e régiment d’artillerie de marine (11e RAMA)), Сент-Обен-дю-Кормье, регион Бретань, оснащение: CAESAR, TRF1, RTF1, MISTRA-C20.
  - 6-й инженерный полк (6e régiment du génie (6e RG)), Анже, регион Земли Луары
  - 9-я рота связи марин (9e compagnie de commandement et de transmissions de marine (9e CCTMa)), Пуатье, регион Новая Аквитания
  - Ангулемский и Коткиданский учебные центры (Centres de formation initiale des militaires du rang d’Angoulême et de Coëtquidan (CFIM Angoulême Coëtquidan)), Ангулем и Коткидан, регион Новая Аквитания
- 27-я горнопехотная бригада (27e brigade d’infanterie de montagne (27e BIM)), Варс-Альер-э-Риссе, регион Овернь — Рона — Альпы
  - 7-й альпийский стрелковый батальон (7e bataillon de chasseurs alpins (7e BCA)), Варс-Альер-э-Риссе, регион Овернь — Рона — Альпы, оснащение: VAB
  - 13-й альпийский стрелковый батальон (13e bataillon de chasseurs alpins (13e BCA)), Сент-Альбан-Лес, регион Овернь — Рона — Альпы, оснащение: VAB
  - 27-й альпийский стрелковый батальон (27e bataillon de chasseurs alpins (27e BCA)), Кран-Жеврие, регион Овернь — Рона — Альпы, оснащение: VAB
  - 4-й шассёрский полк (4e régiment de chasseurs (4e RC)), Гап, регион Прованс — Альпы — Лазурный Берег, оснащение: AMX-10RC
  - 93-й горноартиллерийский полк (93e régiment d’artillerie de montagne (93e RAM)), Варс-Альер-э-Риссе, регион Овернь — Рона — Альпы, оснащение: CAESAR
  - 2-й иностранный инженерный полк (2e régiment étranger de génie (2e REG)), Сен-Кристоль, регион Прованс — Альпы — Лазурный Берег
  - 27-я рота связи (27e compagnie de commandement et de transmissions de montagne (27e CCTM)), Варс-Альер-э-Риссе, регион Овернь — Рона — Альпы
  - Гапский учебный центр (Centre de formation initiale des militaires du rang de Gap (CFIM Gap)), Гап, регион Прованс — Альпы — Лазурный Берег
  - Военная школа горной подготовки (École militaire de haute montagne (EMHM)), Шамони-Мон-Блан, регион Овернь — Рона — Альпы
  - Центр изучения методов выживания в горах (Groupement d’aguerrissement en montagne (GAM)), Модан, регион Овернь — Рона — Альпы
- Франко-немецкая бригада (Brigade franco-allemande (BFA)), Мюлльхайм, земля Баден-Вюртемберг
  - 1-й пехотный полк (1er régiment d’infanterie (1er RI)), Саррбур, регион Гранд-Эст, оснащение: VAB
  - 3-й гусарский полк (3e régiment de hussards (3e RH)), Мец, регион Гранд-Эст, оснащение: AMX-10 RC
  - Батальон управления и тыловой поддержки (Bataillon de commandement et de soutien de la brigade franco-allemande (BCS BFA)), Мюлльхайм, земля Баден-Вюртемберг